# Heterospilus fasciiventris
Heterospilus fasciiventris är en stekelart som beskrevs av Charles Thomas Brues 1912. Heterospilus fasciiventris ingår i släktet Heterospilus och familjen bracksteklar. Inga underarter finns listade i Catalogue of Life.